# یاسمین لی
یاسمین لی (انگلیسی: Yasmin Lee؛ زاده ۳ ژوئن ۱۹۸۳) یک بازیگر پورنوگرافی اهل ایالات متحده آمریکا است.
او یک زن ترنس است.